# Смит, Стэн
Стэнли Роджер (Стэн) Смит (англ. Stanley Roger "Stan" Smith; род. 14 декабря 1946, Пасадина (Калифорния)) — бывший профессиональный теннисист (США). Победитель 90 турниров в одиночном и парном разряде, в том числе семи турниров Большого шлема и четырёх финальных турниров АТР и WCT. Восьмикратный обладатель Кубка Дэвиса в составе сборной США. Член Международного зала теннисной славы.

## Спортивная карьера

### Любительская карьера
В свою бытность студентом Университета Южной Калифорнии, Стэн Смит выиграл студенческое (NCAA) первенство США в одиночном (1968) и дважды в парном (1967, 1968, оба раза с Бобом Лутцем) разряде и был трижды включён в символическую сборную спортсменов-любителей США. В 1967 году, в последний год раздельного проведения любительских и профессиональных теннисных соревнований, он также дошёл до финала чемпионата США по теннису среди любителей в смешанном парном разряде с Розмари Казальс; в финале они уступили сильнейшей смешанной паре мира Билли-Джин Кинг и Оуэну Дэвидсону, в тот год завоевавшему Большой шлем в миксте.

### 1968—1974
На следующий год, когда турниры Большого шлема уже были открыты как для любителей, так и для профессионалов, Смит и Лутц выиграли Открытый чемпионат США в мужском парном разряде. В том же году Смит стал членом сборной США в Кубке Дэвиса и в первый же год выиграл с ней этот трофей, одержав с Лутцем четыре победы в четырёх парных встречах. Этой победой он положил начало серии из пяти подряд выигранных Кубков Дэвиса; на протяжении этих пяти лет он одержал 20 побед в одиночном и парном разрядах и потерпел только два поражения.
В 1970 году, когда Ассоциация теннисистов-профессионалов (АТР) учредила Мастерс финальный турнир года, Смит выиграл его как в одиночном разряде, так и в парном (вместе с Артуром Эшем из США). В этом году они с Бобом Лутцем также первенствовали на Открытом чемпионате Австралии. В 1971 году Смит четыре раза играет в финалах турниров Большого шлема, хотя выиграть ему удаётся только однажды, на Открытом чемпионате США в одиночном разряде. В турнире Мастерс на этот раз он остаётся вторым, пропустив вперёд по итогам кругового турнира румына Илие Настасе. На следующий год ему покоряется и Уимблдонский турнир, где он побеждает Настасе в финале, а вот в турнире Мастерс снова ему проигрывает, теперь уже в финале плей-офф. Ещё один напряжённый матч два выдающихся теннисиста провели в финале Кубка Дэвиса, который в этом году проходил в Румынии, на неудобных для Смита медленных грунтовых кортах. Тем не менее Смит выиграл и этот матч, и два других, в одиночном разряде и в паре, и сборная США в третий раз за пять лет победила румын с окончательным счётом 3-2. Всего Смит выиграл за этот сезон рекордные в своей карьере девять турниров, и впоследствии, введя систему рейтинга теннисистов-профессионалов, АТР ретроспективно признала, что по итогам 1972 года он был бы в этом рейтинге первым. Когда рейтинг был впервые введён в августе 1973 года, Смит занял в нём третью строчку.
С 1970 по 1972 год, одновременно с теннисными выступлениями, Смит служил в армии США, которая использовала его в турне с агитацией за мобилизацию и в выступлениях в госпиталях с целью подъёма морали солдат.
В 1973 году Смит стал абсолютным победителем итогового турнира WCT, конкурирующей с АТР профессиональной теннисной ассоциации. Его соперником в финале в одиночном разряде был Артур Эш, а в парах они с Бобом Лутцем победили в финале интернациональную пару Том Оккер-Марти Риссен. В 1974 году Смит и Лутц трижды играли в финалах турниров Большого шлема и второй раз в карьере выиграли Открытый чемпионат США.

### Последние годы карьеры
Новых успехов Смит добился во второй половине 70-х годов, когда они с Лутцем снова выиграли Открытый чемпионат США (в 1978 году) и ещё дважды со сборной США завоевали Кубок Дэвиса (в 1978 и 1979 годах). В 1977 и 1978 годах они также играли последовательно в финалах турнира Мастерс и итогового турнира WCT.
В 1980 году Лутц и Смит выигрывают свой последний турнир Большого шлема; это была их пятая совместная победа и четвёртая — на Открытом чемпионате США. В том же году и на следующий год они в третий и четвёртый раз в карьере Смита вышли в финал Уимблдонского турнира, но в парном разряде этот трофей так Смиту и не покорился. Зато в 1981 году Смит в очередной, уже восьмой раз помог сборной США завоевать Кубок Дэвиса: в его прощальном матче за сборную он в паре с Лутцем обыграл чехословацкую пару Иван Лендл — Томаш Шмид. Это произошло в четвертьфинале, а на более поздних этапах сборная США побеждала уже без Смита.
Активная карьера Стэна Смита в одиночном разряде фактически завершилась в 1983 году, хотя ещё два года он участвовал в турнирах в городе Ла-Квинта (Калифорния). В парном разряде он играл в этих турнирах до 1986 года. Свой последний титул в одиночном разряде он выиграл в 1980 году во Франкфурте, а в парах — в 1984 году в Колумбусе.

## Дальнейшая карьера
После окончания активной теннисной карьеры Стэн Смит принимал участие в работе Теннисной ассоциации США. Он возглавлял тренерскую секцию ассоциации и работал с такими теннисистами, как Маливай Вашингтон, Линдсей Дэвенпорт, Дженнифер Каприати, Тодд Мартин и Чанда Рубин. Он также был тренером мужской сборной США по теннису на Олимпиаде 2000 года в Сиднее, а в настоящее время ведёт тренерскую работу в своей теннисной академии в Хилтон-Хед-Айленд (Южная Каролина).
В 1987 году имя Стэна Смита было включено в списки Международного зала теннисной славы.

## Участие в финалах Большого шлема за карьеру (17)

### Мужской одиночный разряд (3)

#### Победы (2)
| Год  | Турнир                 | Соперник в финале | Счёт в финале           |
| 1971 | Открытый чемпионат США | Ян Кодеш          | 3-6, 6-3, 6-2, 7-6³     |
| 1972 | Уимблдонский турнир    | Илие Настасе      | 4-6, 6-3, 6-3, 4-6, 7-5 |

#### Поражение (1)
| Год  | Турнир              | Соперник в финале | Счёт в финале           |
| 1971 | Уимблдонский турнир | Джон Ньюкомб      | 3-6, 7-5, 6-2, 4-6, 4-6 |

### Мужской парный разряд (13)

#### Победы (5)
| Год  | Турнир                       | Партнёр     | Соперник в финале              | Счёт в финале           |
| 1968 | Открытый чемпионат США       | Роберт Лутц | Андрес Химено Артур Эш         | 11-9, 6-1, 7-5          |
| 1970 | Открытый чемпионат Австралии | Роберт Лутц | Джон Александер Фил Дент       | 6-3, 8-6, 6-3           |
| 1974 | Открытый чемпионат США (2)   | Роберт Лутц | Патрисио Корнехо Хайме Фильоль | 6-3, 6-3                |
| 1978 | Открытый чемпионат США (3)   | Роберт Лутц | Марти Риссен Шервуд Стюарт     | 1-6, 7-5, 6-3           |
| 1980 | Открытый чемпионат США (4)   | Роберт Лутц | Джон Макинрой Питер Флеминг    | 7-6, 3-6, 6-1, 3-6, 6-3 |

#### Поражения (8)
| Год  | Турнир                         | Партнёр         | Соперник в финале           | Счёт в финале           |
| 1971 | Открытый чемпионат Франции     | Том Горман      | Марти Риссен Артур Эш       | 6-4, 3-6, 4-6, 9-11     |
| 1971 | Открытый чемпионат США         | Эрик ван Диллен | Джон Ньюкомб Роджер Тейлор  | 7-6, 3-6, 6-7, 6-4, 6-7 |
| 1972 | Уимблдонский турнир            | Эрик ван Диллен | Фрю Макмиллан Боб Хьюитт    | 2-6, 2-6, 7-9           |
| 1974 | Открытый чемпионат Франции (2) | Роберт Лутц     | Дик Крили Онни Парун        | 3-6, 2-6, 6-3, 7-5, 1-6 |
| 1974 | Уимблдонский турнир (2)        | Роберт Лутц     | Джон Ньюкомб Тони Роч       | 6-8, 4-6, 4-6           |
| 1979 | Открытый чемпионат США (2)     | Роберт Лутц     | Джон Макинрой Питер Флеминг | 2-6, 4-6                |
| 1980 | Уимблдонский турнир (3)        | Роберт Лутц     | Питер Макнамара Пол Макнами | 6-7, 3-6, 7-6, 4-6      |
| 1981 | Уимблдонский турнир (4)        | Роберт Лутц     | Джон Макинрой Питер Флеминг | 4-6, 4-6, 4-6           |

### Смешанный парный разряд (1)

#### Поражение (1)
| Год  | Турнир                 | Партнёр         | Соперник в финале             | Счёт в финале |
| 1967 | Открытый чемпионат США | Розмари Казальс | Билли-Джин Кинг Оуэн Дэвидсон | 3-6, 2-6      |

## Участие в финалах итоговых турниров WCT и ATP

### Одиночный разряд (4)

#### Победы (2)
| Год  | Турнир              | Соперник в финале | Счёт в финале      |
| 1970 | Мастерс             | Круговой турнир   | 4-1                |
| 1973 | Итоговый турнир WCT | Артур Эш          | 6-3, 6-3, 4-6, 6-4 |

#### Поражения (2)
| Год  | Турнир      | Соперник в финале | Счёт в финале           |
| 1971 | Мастерс     | Круговой турнир   | 4-2                     |
| 1972 | Мастерс (2) | Илие Настасе      | 3-6, 2-6, 6-3, 6-2, 3-6 |

### Парный разряд (4)

#### Победы (2)
| Год  | Турнир              | Партнёр  | Соперник в финале      | Счёт в финале  |
| 1970 | Мастерс             | Артур Эш | Круговой турнир        | 2-0            |
| 1973 | Итоговый турнир WCT | Боб Лутц | Том Оккер Марти Риссен | 6-2, 7-61, 6-0 |

#### Поражения (4)
| Год  | Турнир              | Партнёр  | Соперник в финале        | Счёт в финале      |
| 1977 | Мастерс             | Боб Лутц | Фрю Макмиллан Боб Хьюитт | 5-7, 6-7, 3-6      |
| 1978 | Итоговый турнир WCT | Боб Лутц | Том Оккер Войцех Фибак   | 7-6, 4-6, 0-6, 3-6 |

## Статистика участия в турнирах Большого шлема

### Одиночный разряд
| Турнир                       | 1968 | 1969 | 1970 | 1971 | 1972 | 1973 | 1974 | 1975 | 1976 | 1977 | 1978 | 1979 | 1980 | 1981 | 1982 | 1983 | Итог   | В/П за карьеру |
| ---------------------------- | ---- | ---- | ---- | ---- | ---- | ---- | ---- | ---- | ---- | ---- | ---- | ---- | ---- | ---- | ---- | ---- | ------ | -------------- |
| Открытый чемпионат Австралии | A    | A    | 3R   | A    | A    | A    | A    | 3R   | A    | A    | A    | A    | A    | A    | A    | A    | 0 / 2  | 3-2            |
| Открытый чемпионат Франции   | A    | 4R   | 1R   | 1/4  | 1/4  | 4R   | 1R   | 4R   | A    | 4R   | 3R   | 3R   | A    | A    | A    | A    | 0 / 10 | 23-10          |
| Уимблдонский турнир          | 2R   | 4R   | 4R   | Ф    | П    | A    | 1/2  | 1R   | 4R   | 4R   | 1R   | 3R   | 3R   | 4R   | 2R   | 1R   | 1 / 15 | 39-14          |
| Открытый чемпионат США       | 2R   | 2R   | 1/4  | П    | 1/4  | 1/2  | 1/4  | 1R   | 4R   | 2R   | 3R   | 3R   | 1R   | 2R   | 2R   | 1R   | 1 / 16 | 35-15          |

### Парный разряд
| Турнир                       | 1968 | 1969 | 1970 | 1971 | 1972 | 1973 | 1974 | 1975 | 1976 | 1977 | 1978 | 1979 | 1980 | 1981 | 1982 | 1983 | 1984 | Итог   | В/П за карьеру |
| ---------------------------- | ---- | ---- | ---- | ---- | ---- | ---- | ---- | ---- | ---- | ---- | ---- | ---- | ---- | ---- | ---- | ---- | ---- | ------ | -------------- |
| Открытый чемпионат Австралии | A    | A    | П    | A    | A    | A    | A    | 1/2  | A    | 2R   | A    | A    | A    | A    | A    | A    | A    | 1 / 3  | 8-2            |
| Открытый чемпионат Франции   | A    | 4R   | A    | Ф    | A    | A    | Ф    | A    | A    | 1/2  | 2R   | 1/4  | A    | A    | A    | A    | A    | 0 / 6  | 21-6           |
| Уимблдонский турнир          | 1R   | 1/4  | 3R   | 3R   | Ф    | A    | Ф    | 3R   | 1/2  | 3R   | 2R   | 2R   | Ф    | Ф    | 2R   | A    | A    | 0 / 14 | 38-14          |
| Открытый чемпионат США       | П    | 3R   | 3R   | Ф    | 1/2  | 3R   | П    | 1R   | 3R   | 1/4  | П    | Ф    | П    | 1R   | 1R   | 1R   | 1R   | 4 / 17 | 47-13          |